# Hadron
U fizici elementarnih čestica, hadron (grč. ἁδρός, hadrós; „jak, debeo”) je kompozitna čestica sačinjena od dva ili više kvarkova vezanih zajedno jakom silom na sličan način na koji su molekuli vezani zajedno dejstvom elektromagnetne sile. Najveći deo mase obične materije potiče od dva hadrona, protona i neutrona.
Hadroni se grupišu u dve familije: barione, napravljene od neparnog broja kvarkova – obično tri kvarka – i mezone, napravljene od parnog broja kvarkova — obično  jedan kvark i jedan antiquark. Protoni i neutroni su primeri bariona; pioni su primeri mezona. „Egzotični” hadroni, koji sadrže više od tri valentna kvarka, su otkriveni zadnjih godina. Stanje tetrakvarka (jedan egzotični mezon), nazvan Z(4430)−, otkriven je 2007. godine u okviru Bel kolaboracije i potvrđen je kao rezonanca 2014. godine putem LHCb kolaboracije. Dva pentakvarkna stanja (egzotični barioni), nazvana P+
c(4380) i P+
c(4450), su otkrivena 2015. godine putem LHCb kolaboracije. Postoji još nekoliko egzotičnih hadronskih kandidata, a moguće je da postoje i druge kombinacije obojeno-singletnih kvarkova.
Za skoro sve „slobodne” hadrone i antihadrone (što znači, u izolaciji i nevezani unutar atomskog jezgra) smatra se da su nestabilni i da se eventualno raspadaju (razlažu) u druge čestice. Jedini poznati izuzetak odnosi se na slobodne protone, koji su verovatno stabilni, ili barem, potrebne su im ogromne količine vremena za raspad (reda 1034+ godina). Slobodni neutroni su nestabilni i raspadaju se sa poluživotom od oko 611 sekundi. Za njihove respektivne antičestice se očekuje da slede isti obrazac, ali ih je teško zarobiti i proučiti, jer se odmah anihiliraju pri kontaktu sa običnom materijom. „Vezani” protoni i neutroni, sadržani unutar atomskog jezgra, generalno se smatraju stabilnima. Eksperimentalno se hadronska fizika proučava sudaranjem protona ili jezgara teških elemenata, kao što su olovo ili zlato, i detektovanjem ostataka u proizvedenim mlazovima čestica. U prirodnom okruženju, mezoni kao što su pioni proizvode se putem sudara kosmičkih zraka sa atmosferom.

## Etimologija
Termin „hadron” je uveo Lev B. Okun u plenarnom govoru na Međunarodnoj konferenciji o fizici visokih energija 1962. godine. U svom govoru on je rekao:
Uprkos činjenice da se ovaj izveštaj bavi slabim interakcijama, često ćemo morati da govorimo o česticama sa jakim interakcijama. Te čestice predstavljaju ne samo brojne naučne probleme, već i terminološki problem. Stvar je u tome da je „snažno međudelujuće čestice” veoma nezgrapan termin koji je nepodesan za stvaranje prideva. Iz tog razloga, ako uzmemo jedan primer, raspad u snažno međudelujuće čestice naziva se neleptonskim. Ova definicija nije egzaktna, jer „neleptonski” takođe može da znači „fotonski”. U ovom izveštaju ja ću nazvati snažno međudelujuće čestica „hadronima”, a korespondirajuće raspade „hadronskim” (grčka reč ρδρος označava „veliki”, „masivan”, za razliku od λεπτος koji znači „mali”, „lagan”). Nadam se da će se ova terminologija pokazati prikladnom.

## Osobine
Prema modelu kvarka, svojstva hadrona su prvenstveno određena njihovim takozvanim valentnim kvarkovima. Na primer, proton se sastoji od dva gornja kvarka (svaki sa električnim nabojem + 2⁄3, ukupno +4⁄3 zajedno) i jednog donjeg kvarka (sa električnim naelektrisanjem − 1⁄3). Sabiranje ovih zajedno daje protonski naboj od +1. Iako kvarkovi takođe nose naboj boje, hadroni moraju imati nulti ukupni naboj boje zbog fenomena koji se zove ograničenje boje. To jest, hadroni moraju biti „bezbojni” ili „beli”. Najjednostavniji načini da se to dogodi su kvark jedne boje i antikvark odgovarajuće antiboje, ili tri kvarka različitih boja. Hadroni sa prvim rasporedom su vrsta mezona, a oni sa drugim rasporedom su vrsta bariona.
Virtuelni gluoni bez mase čine ogromnu većinu čestica unutar hadrona, kao i glavne sastojke njegove mase (sa izuzetkom teškog čarobnog i dobinskog kvarka; vršni kvark nestaje pre nego što ima vremena da se veže u hadron). Snaga gluona jake sile koji vezuju kvarkove zajedno ima dovoljnu energiju (E) da ima rezonancije sastavljene od masivnih (m) kvarkova (E ≥ mc2). Jedan rezultat je da se kratkotrajni parovi virtuelnih kvarkova i antikvarkova neprestano formiraju i ponovo nestaju unutar hadrona. Pošto virtuelni kvarkovi nisu stabilni talasni paketi (kvanti), već nepravilna i prolazna pojava, nije smisleno pitati koji je kvark stvaran, a koji virtuelni; samo mali višak je očigledan spolja u obliku hadrona. Stoga, kada se navodi da se hadron ili anti-hadron sastoji od (obično) 2 ili 3 kvarka, to se tehnički odnosi na konstantan višak kvarkova u odnosu na antikvark.
Kao i svim subatomskim česticama, hadronima se dodeljuju kvantni brojevi koji odgovaraju reprezentacijama Poenkareove grupe: JPC (m), gde je J spinski kvantni broj, P unutrašnji paritet (ili P-paritet), C konjugacija naelektrisanja (ili C-paritet), a m je masa čestice. Masa hadrona ima vrlo malo veze sa masom njegovih valentnih kvarkova; zbog ekvivalencije mase i energije, većina mase potiče od velike količine energije povezane sa jakom interakcijom. Hadroni takođe mogu da nose kvantne brojeve ukusa kao što su izospin (G paritet) i neobičnosti. Svi kvarkovi nose aditivni, očuvani kvantni broj koji se zove barionski broj (B), koji je + 1⁄3 za kvarkove i − 1⁄3 za antikvarkove. To znači da barioni (kompozitne čestice napravljene od tri, pet ili većeg neparnog broja kvarkova) imaju B = 1, dok mezoni imaju B = 0.
Hadroni imaju pobuđena stanja poznata kao rezonancije. Svaki hadron osnovnog stanja može imati nekoliko pobuđenih stanja; u eksperimentima je uočeno nekoliko stotina rezonancija. Rezonancije nestaju izuzetno brzo (u roku od 10−24 sekunde) uz pomoć jake nuklearne sile.
U drugim fazama materije, hadroni mogu nestati. Na primer, na veoma visokoj temperaturi i visokom pritisku, osim ako nema dovoljno ukusa kvarkova, teorija kvantne hromodinamike (QCD) predviđa da kvarkovi i gluoni više neće biti zatvoreni unutar hadrona, „jer se snaga jake interakcije smanjuje sa energijom“. Ovo svojstvo, poznato kao asimptotska sloboda, eksperimentalno je potvrđeno u energetskom opsegu između  1 GeV (gigaelektronvolt) i 1 TeV (teraelektronvolt). Svi slobodni hadroni osim (eventualno) protona i antiprotona su nestabilni.

## Napomene
1. ↑  The proton and neutrons' respective antiparticles are expected to follow the same pattern, but they are difficult to capture and study, because they immediately annihilate on contact with ordinary matter.

## Literatura
- H. Garcilazo; J. Vijande; A. Valcarce (2007). „Faddeev study of heavy-baryon spectroscopy”. Journal of Physics G. 34 (5): 961—976. S2CID 15445714. arXiv:hep-ph/0703257 . doi:10.1088/0954-3899/34/5/014. Непознати параметар |name-list-style= игнорисан (помоћ)
- K. Carter (2006). „The rise and fall of the pentaquark”. Fermilab and SLAC. Архивирано из оригинала 04. 06. 2012. г. Приступљено 2008-05-27.
- W.-M. Yao;  . (2006). Particle Data Group). „Review of Particle Physics”. Journal of Physics G. 33 (1): 1—1232. Bibcode:2006JPhG...33....1Y. S2CID 117958297. arXiv:astro-ph/0601168 . doi:10.1088/0954-3899/33/1/001.
- D.M. Manley (2005). „Status of baryon spectroscopy”. Journal of Physics: Conference Series. 5 (1): 230—237. Bibcode:2005JPhCS...9..230M. S2CID 250683643. doi:10.1088/1742-6596/9/1/043.
- H. Muir (2003). „Pentaquark discovery confounds sceptics”. New Scientist. Приступљено 2008-05-27.
- S.S.M. Wong (1998a). „Chapter 2—Nucleon Structure”. Introductory Nuclear Physics (2nd изд.). New York (NY): John Wiley & Sons. стр. 21—56. ISBN 978-0-471-23973-4.
- S.S.M. Wong (1998b). „Chapter 3—The Deuteron”. Introductory Nuclear Physics (2nd изд.). New York (NY): John Wiley & Sons. стр. 57—104. ISBN 978-0-471-23973-4.
- R. Shankar (1994). Principles of Quantum Mechanics (2nd изд.). New York (NY): Plenum Press. ISBN 978-0-306-44790-7.
- E. Wigner (1937). „On the Consequences of the Symmetry of the Nuclear Hamiltonian on the Spectroscopy of Nuclei”. Physical Review. 51 (2): 106—119. Bibcode:1937PhRv...51..106W. doi:10.1103/PhysRev.51.106.
- M. Gell-Mann (1964). „A Schematic of Baryons and Mesons”. Physics Letters. 8 (3): 214—215. Bibcode:1964PhL.....8..214G. doi:10.1016/S0031-9163(64)92001-3.
- W. Heisenberg (1932). „Über den Bau der Atomkerne I”. Zeitschrift für Physik (на језику: немачки). 77 (1–2): 1—11. Bibcode:1932ZPhy...77....1H. S2CID 186218053. doi:10.1007/BF01342433.
- W. Heisenberg (1932). „Über den Bau der Atomkerne II”. Zeitschrift für Physik (на језику: немачки). 78 (3–4): 156—164. Bibcode:1932ZPhy...78..156H. S2CID 186221789. doi:10.1007/BF01337585.
- W. Heisenberg (1932). „Über den Bau der Atomkerne III”. Zeitschrift für Physik (на језику: немачки). 80 (9–10): 587—596. Bibcode:1933ZPhy...80..587H. S2CID 126422047. doi:10.1007/BF01335696.
- C. Amsler;  . (2008). Particle Data Group. „Review of Particle Physics” (PDF). Physics Letters B. 667 (1): 1—1340. Bibcode:2008PhLB..667....1A. PMID 10020536. doi:10.1016/j.physletb.2008.07.018. hdl:1854/LU-685594 . Архивирано (PDF) из оригинала 2022-10-09. г.
- Close, F. E. (1988). „Gluonic Hadrons”. Reports on Progress in Physics. 51 (6): 833—882. Bibcode:1988RPPh...51..833C. S2CID 250819208. doi:10.1088/0034-4885/51/6/002.
- Belz, J.;  . (1996). BNL-E888 Collaboration. „Search for the weak decay of an H dibaryon”. Physical Review Letters. 76 (18): 3277—3280. Bibcode:1996PhRvL..76.3277B. PMID 10060926. S2CID 15729745. arXiv:hep-ex/9603002 . doi:10.1103/PhysRevLett.76.3277. „The theory of quantum chromodynamics imposes no specific limitation on the number of quarks composing hadrons other than that they form color singlet states.”
- „Note on non-q qbar mesons” (PDF). Journal of Physics, G. 33: 1. 2006.
- Jaffe, R. L.; Low, F. E. (1979). „Connection between quark-model eigenstates and low-energy scattering”. Physical Review D. 19 (7): 2105. Bibcode:1979PhRvD..19.2105J. doi:10.1103/PhysRevD.19.2105.